# 南湖毛茛
南湖毛茛（学名：Ranunculus nankotaizanus）为毛茛科毛茛屬下的一个种。